# Landsbygdens framtid i Bräcke
Landsbygdens framtid i Bräcke (LFB) var ett lokalt politiskt parti i Bräcke kommun, som bildades inför valet till kommunfullmäktige 2014. 
I valet till kommunfullmäktige i Bräcke kommun 2014 fick Folkets röst 7,88 procent av rösterna och fick därmed tre mandat i kommunfullmäktige.
Landsbygdens framtid i Bräcke var en del av den styrande majoriteten under mandatperioden 2014–2018.